# Bois traité thermiquement
Le bois traité thermiquement est un bois qui a été chauffé à plus de 160 °C de telle sorte que les propriétés du matériau sont modifiées dans la masse du bois. En particulier, le bois traité thermiquement est plus sombre, plus stable et plus résistant aux champignons que le bois naturel . 

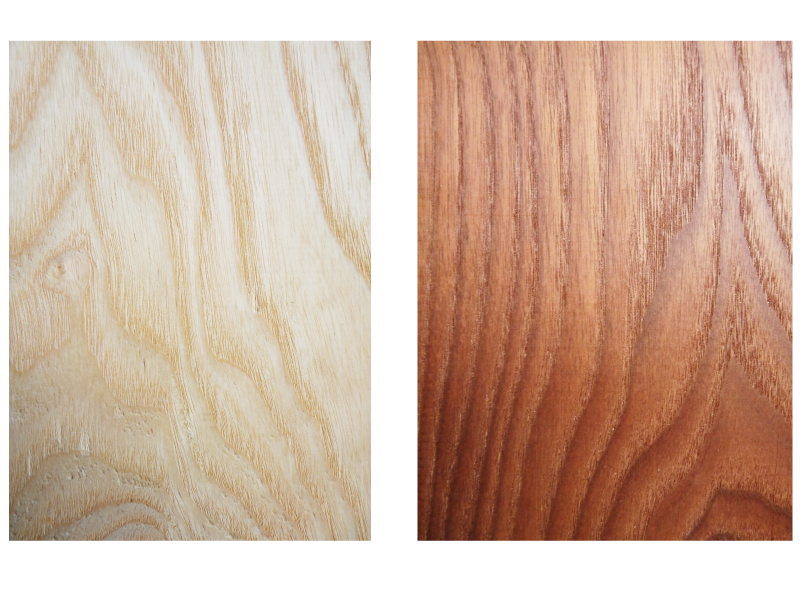
Frêne non traité (à gauche) et frêne traité thermiquement (à droite).

## Historique
Pour des usages en extérieur particulièrement, le bois est un matériau qui nécessite un traitement particulier afin de pallier les inconvénients de stabilité dimensionnelle ou de durabilité que peut présenter un bois non traité. Pour lui conférer de meilleures propriétés physicochimiques, deux approches sont aujourd’hui pratiquées : l’addition d’adjuvants (biocides, polymères, etc.) et la modification physicochimique du matériau lui-même (densification, acétylation, traitement thermique, etc.). Le choix du traitement dépendra des propriétés recherchées pour le bois. 
Les études concernant le traitement thermique du bois commencent dans les années 1950 aux États-Unis avec le procédé Staybwood qui consiste à mettre le bois en contact avec un métal en fusion. Dans les années 1970, après le premier choc pétrolier, la filière bois connait un essor particulier. Le bois est alors utilisé pour le bâtiment, le papier, l’ameublement. Les études sur son traitement à haute température sont surtout motivées par la filière énergétique. Mais c'est à cette période que voient le jour en Europe et au Canada les premières technologies permettant de traiter thermiquement le bois.
En Europe, trois procédés existent : Retiwood, développé en France, Thermowood développé en Finlande par VTT, et Platowood développé aux Pays-Bas.
Historiquement, dès le XVIIIe siècle au Japon, la technique du yakisugi (焼き杉, littéralement littéralement cèdre grillé ou cèdre brûlé) qui consiste à brûler une face de bois, traditionnellement en cèdre du Japon permet de construire des bardages de maisons traditionnelles, pour accroître la résistance à l'humidité et aux insectes xylophages.
Cette technique est depuis réintroduite dans des constructions contemporaines.

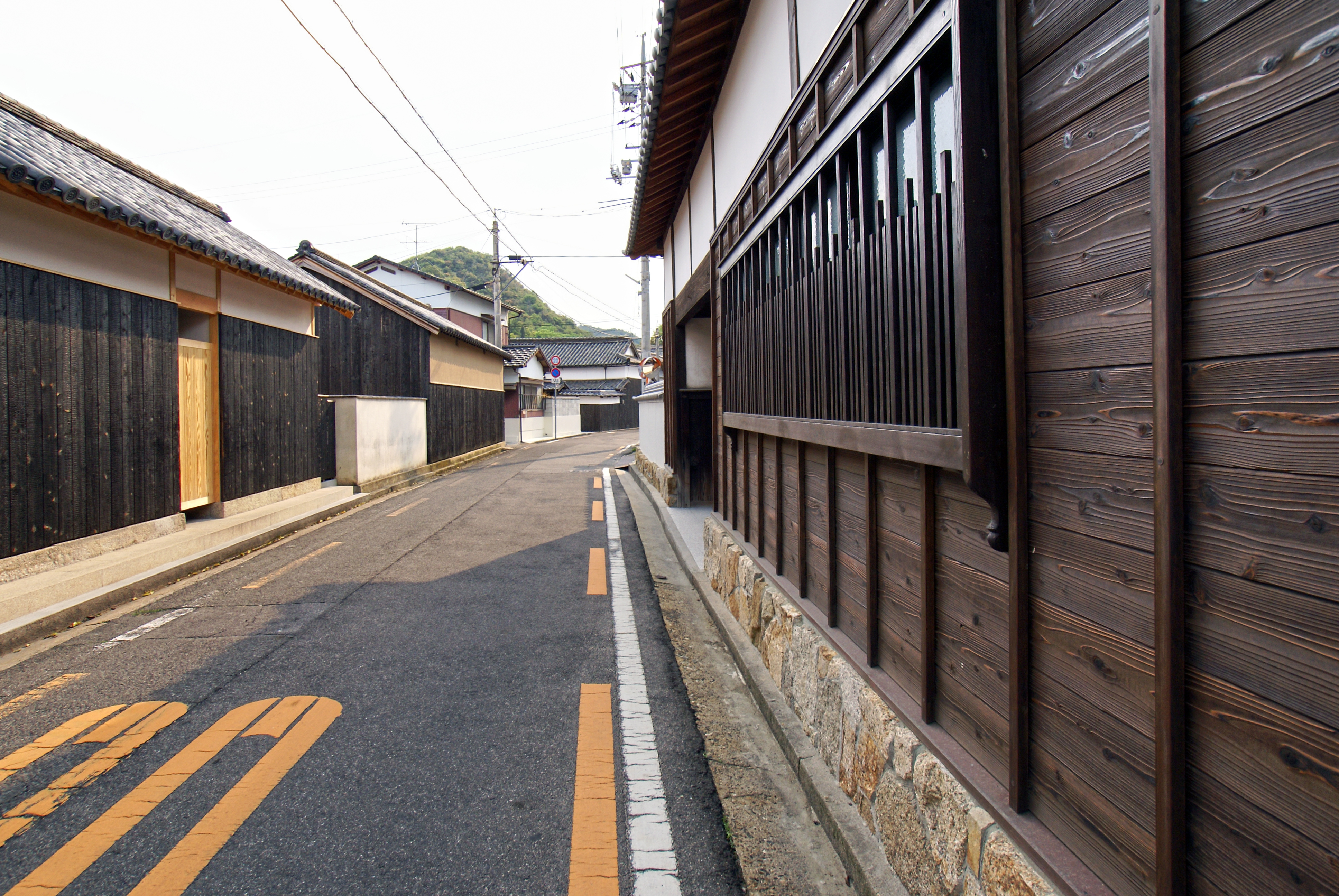
Maisons à Naoshima utilisant ce type de bardage.

## Procédés
Le traitement varie en fonction du type du bois, mais le principe est de porter la température au moins à 215 °C, avec refroidissements à la vapeur d'eau.
Aucun produit chimique n'est ajouté. 
Il existe plusieurs techniques ou procédés de traitement thermique du bois. La principale différence d'un procédé à l'autre est le vecteur thermique, c'est-à-dire l'atmosphère utilisée pour la chauffe du bois. Dans tous les cas, l'atmosphère doit être pauvre en oxygène afin d'éviter que le bois ne s'enflamme. Voici les différentes atmosphères pouvant être utilisées[réf. nécessaire] : 
- Vapeur d'eau
- Azote
- Huile
- Vide

Parmi les différentes marques proposées, il existe différents procédés concurrents, dont en France Rétiwwod, Thermowood, Plato, et Perdure.

## Utilisations
Les bois modifiés thermiquement sont utilisés en parquet, en bardage, en platelage. 

## Modifications chimiques
Jusqu'à une température de 140 °C, la température n'a pour effet sur le bois que d'en évacuer l'eau libre, puis l'eau liée. Les modifications chimiques du bois deviennent significatives à partir de 180 °C. Ces modifications touchent les trois composants principaux du bois : les hémicelluloses, la cellulose, et les lignines.

### Hémicelluloses
De par leur caractère amorphe, les hémicelluloses sont des polymères facilement hydrolysables en présence d'eau et d'acide. Ce mécanisme apparaît d'autant plus facilement au cours du traitement thermique du fait de la présence d'eau dans l'atmosphère de l'enceinte de traitement et des groupements carboxyliques présents dans le bois qui rendent le milieu acide. 
Les produits issus de l’hydrolyse des polysaccharides peuvent à leur tour être le seuil de réactions de condensation et de déshydratation. On parle de condensation lorsque deux molécules s’assemblent pour former une molécule plus grosse et des sous-produits. Certaines réactions de condensation peuvent s’accompagner aussi de déshydratation, c’est-à-dire qu’une ou plusieurs molécules d’eau font partie des sous-produits. À titre d’exemple, on peut citer la déshydratation d’un pentose pour former du furfural.

### Lignines
Il faut atteindre des températures supérieures à 220 °C pour observer des réactions significatives des lignines. Cependant, malgré leur supposée stabilité, les lignines sont responsables des rejets de composés aromatiques responsables de l’odeur caractéristique des bois traités thermiquement. Par ailleurs, les produits de dégradation des polysaccharides peuvent se condenser, participant ainsi à l’augmentation du taux de lignines.

### Cellulose
Le traitement thermique conduit à une augmentation du taux de cristallinité de cellulose. Cette variation peut s’expliquer par une dégradation des parties amorphes. Mais aussi par une augmentation de la taille des cristaux et une transformation partielle des parties amorphes en cristaux. Pour expliquer l’augmentation de la cristallinité, Tanahashi propose le mécanisme suivant :
1. hydrolyse des parties amorphes
2. la mobilité des chaînes de cellulose augmente
3. les chaînes se réarrangent pour former de nouveaux cristaux
4. certains cristaux fusionnent entre eux pour en former de plus gros.

Dans certaines conditions, la cellulose peut se dégrader. Les parties amorphes sont plus sensibles à cette dégradation, mais il faut attendre des températures de l’ordre de 300 °C pour que la cellulose cristalline se dégrade. Les températures pratiquées par les différents procédés de traitement thermique sont davantage proche de 200 °C ; la cellulose est donc peu affectée par le traitement thermique. 

## Propriétés des bois traités thermiquement

### Durabilité
La durabilité du bois est souvent testée avec la souche de champignon de Poria Placenta qui est réputée virulente pour de nombreuses essences. Face à cette souche, le bois traité thermiquement peut ne pas être dégradé si la température et le temps de traitement sont assez importants.

### Stabilité dimensionnelle
Le gonflement et le retrait du bois peuvent être diminués de plus de 40% grâce au traitement thermique. 

### Couleur
Le traitement thermique rend le bois plus sombre. La couleur obtenue après la chauffe dépend de l'essence et de l'intensité du traitement. 

### Résistance
Le module de rupture en flexion du bois est affecté par le traitement thermique. La plupart des études s'accordent pour montrer que, quels que soient le procédé, l'intensité de traitement et l'essence considérés, le module de rupture est diminué de 30 à 60 % par le traitement thermique,.
La résistance au cisaillement est elle aussi amoindrie.

### Rigidité
L'évolution de la rigidité d'un bois traité thermiquement dépend de l'essence considérée, du procédé de traitement et de l'intensité de traitement. Certaines études mettent en évidence une augmentation du module élastique, tandis que d'autres le voient diminuer.

### Autres
- Résistance améliorée à la moisissure
- Meilleure isolation thermique
- Brunissement à travers tout le bois
- Bois très léger
- Dureté de surface améliorée
- Résine quasi inexistante
- Produit répondant aux normes HQE